# Tetris 99
Tetris 99 è una versione gratis e online del videogioco Tetris, sviluppato da Arika e pubblicato da Nintendo per la Nintendo Switch nel febbraio del 2019. Il gioco incorpora elementi dei videogiochi battle royale, facendo competere 99 giocatori simultaneamente nel completare delle righe con dei tetramini cadenti. In questo modo i giocatori invieranno degli attacchi agli altri avversari sotto forma di ostacoli (chiamati "blocchi spazzatura") per eliminarli dalla partita. 

## Modalità di gioco
Tetris 99 è un rompicapo online nel quale 99 giocatori competono per essere l'ultimo rimasto. Riprendendo la formula tradizionale di Tetris, i giocatori ruotano e fanno cadere dei mattoni di diverse forme chiamati tetramini in una griglia. I giocatori possono eliminare i tetramini completando righe sia verticali che orizzontali, perdendo la partita e venendo eliminati in caso i tetramini raggiungano la cima della griglia. Come nelle regole del Tetris, il giocatore può conservare un tetramino per sostituirlo con quello cadente quando lo ritiene necessario. Eliminando righe multiple contemporaneamente o di fila il giocatore spedirà "spazzatura" ai suoi avversari, che apparirà nella loro griglia a meno che non rispondano eliminando velocemente righe a loro volta. È possibile spedire altra spazzatura eseguendo combinazioni come un "Tetris" eliminando quattro righe contemporaneamente o un "T-spin" facendo cadere un tetramino a forma di T in una posizione in cui normalmente non potrebbe ruotandolo rapidamente.
Durante la partita ai lati dello schermo sono presenti delle piccole griglie che rappresentano gli altri 98 giocatori. I giocatori possono decidere quale avversario attaccare spedendo i blocchi spazzatura oppure lasciare la scelta al gioco tra quattro diverse categorie: avversari casuali, avversari che stanno attaccando il giocatore, avversari vicini alla sconfitta o avversari che possiedono delle medaglie. Eliminando un avversario con dei blocchi spazzatura è infatti possibile ottenere dei pezzi di medaglia, oltre alle medaglie possedute da quel giocatore. La grandezza dei blocchi spazzatura da mandare agli avversari dipenderà dal numero di medaglie possedute. Al termine della partita i giocatori guadagneranno esperienza che aumenterà il loro livello. Il gioco ospita periodicamente degli eventi speciali chiamati "Coppe Maximus", che permettono ai giocatori di ottenere dei temi estetici per Tetris 99 basati su altri videogiochi per la Nintendo Switch.
Nel maggio del 2019 Nintendo ha pubblicato un contenuto scaricabile a pagamento chiamato Big Block DLC, che aggiunge quattro nuove modalità:
- VS CPU: una partita di Tetris 99 offline contro 98 bot;
- Maratona: una partita di Tetris infinita con l'obiettivo di ottenere il punteggio più alto possibile;
- Arena locale, nella quale 8 giocatori si sfidano via wireless;
- Rissa reale, nella quale due giocatori condividono i joy-con nella stessa partita.

## Sviluppo e distribuzione
Tetris 99 è stato annunciato durante un Nintendo Direct il 13 febbraio 2019 e reso scaricabile nello stesso giorno. È scaricabile gratuitamente esclusivamente per gli iscritti al Nintendo Switch Online. Nintendo ha pubblicato un'edizione fisica del videogioco in Giappone il 9 agosto 2019, in Nord America il 6 settembre 2019 e in Europa il 20 settembre 2019. La versione fisica include il Big Block DLC e dodici mesi di abbonamento al Nintendo Switch Online.

## Accoglienza
Tetris 99 ha ricevuto recensioni per lo più positive secondo l'aggregatore di recensioni Metacritic. Per IGN Tetris 99 è "uno straordinario pandemonio racchiuso in un battle royale" e "il massiccio numero di giocatori aumenta di molto l'intensità di gioco". Tom Hoggins in un articolo sul The Daily Telegraph ha reputato il gioco "più frenetico di Fortnite" ed "entusiasmante e spietato come qualunque deathmatch". Aleksej Leonidovič Pažitnov, creatore dell'originale Tetris ha dichiarato di adorare il gioco, considerandolo uno dei migliori Tetris dell'anno.